# Liste der Landeswasserstraßen in Hessen
Die Liste der Landeswasserstraßen nennt alle Wasserstraßen, deren Last das Bundesland Hessen zu tragen hat. Grundlage ist das Landeswassergesetz. Weiteres regelt die Landeswasserstraßenverordnung.

## Strecken
| Wasserstraße        | von    | bis                  | Beschränkungen |
| ------------------- | ------ | -------------------- | -------------- |
| Ginsheimer Altrhein | km 1,5 | Mündung in den Rhein | max. 5 km/h    |